# Straż Gospodarczo-Wojskowa
Straż Gospodarczo-Wojskowa – formacja graniczna II Rzeczypospolitej.

## Formowanie i zmiany organizacyjne
Prace koncepcyjne rozpoczęto we wrześniu 1918 roku. Rada Regencyjna rozpoczęła prace nad powołaniem formacji do ochrony granic Rzeczypospolitej. Minister aprowizacji w rządzie Józefa Swieżyńskiego, Antoni Mińkiewicz podjął starania o zabezpieczenie terenów kontrolowanych przez polskie ośrodki władzy przed masowym wywozem towarów. Przy Ministerstwie Aprowizacji zamierzano powołać Straż Gospodarczo-Wojskową. Dowódcą Straży Gospodarczo-Wojskowej mianowany został płk Adolf Małyszko. Formacja miała podlegać pod względem wykonywanych zadań Ministerstwu Aprowizacji, a pod względem organizacji Ministerstwu Wojny. 31 października wydano rozkaz do organizacji pierwszych oddziałów w rejonie Dąbrowskiego Zagłębia Węglowego. Zalążkiem kadrowym Straży Gospodarczo-Wojskowej stał się oddział wydzielony z I Brygady Piechoty Polskiej, uzupełniony przez żołnierzy batalionu 2 pułku piechoty. Niestety, kompletowanie oddziałów i ekwipunku napotkało liczne trudności.
6 listopada pierwszy oddział objął służbę na dworcu kolejowym w Lublinie. Kolejne warty pojawiły się w Warszawie oraz na dworcach kolejowych Zagłębia Dąbrowskiego, przez które wywożono najwięcej towarów. Do podstawowych zadań Straży Gospodarczo-Wojskowej zaliczyć należy kontrolę ruchu towarowego na liniach kolejowych i punktach kontrolnych. Ponadto miała ona na celu zapobieganie nielegalnemu wywozowi artykułów żywnościowych, walkę ze spekulacją, lichwą i wyzyskiem.
W tym samym czasie Ministerstwo Skarbu przystąpiło do tworzenia Korpusu Straży Skarbowej – jednostki o zbliżonych kompetencjach. Wywołało to napięcia pomiędzy Ministerstwem Aprowizacji i Ministerstwem Spraw Wojskowych z jednej strony a Ministerstwem Skarbu z drugiej. Zahamowały one prace zarówno nad formowaniem Straży Gospodarczo-Wojskowej i Korpusu Straży Skarbowej.
W grudniu 1918 roku formację przekształcono w Straż Graniczną.